# تايرون
تايرون (بالإنجليزية: Triumph Grandeur)‏ هو منتج أسطوانات نيجيري، ولد في 1 أغسطس 1986.